# Ray Tomlinson
Raymond Samuel Tomlinson (ur. 23 kwietnia 1941 w Amsterdamie w stanie Nowy Jork, zm. 5 marca 2016 w Lincoln w stanie Massachusetts) – amerykański inżynier i programista.

## Życiorys
Absolwent Rensselaer Polytechnic Institute, znany jako pomysłodawca stosowania znaku @ (małpa) w adresach poczty elektronicznej i twórca sieciowej poczty elektronicznej; laureat nagrody George R. Stibitz Computer Pioneer Award przyznanej przez American Computer Museum w kwietniu 2000 roku.
W 1971 Tomlinson pracował jako inżynier w firmie Bolt Beranek and Newman, która zdobyła kontrakt na zbudowanie sieci ARPANET. Badając możliwości wykorzystania sieci, wpadł na pomysł połączenia wewnętrznego programu generującego komunikaty z innym programem do transferowania plików między komputerami sieci ARPANET i zastosował w nim znak @ do oddzielenia nazwy konta odbiorcy od nazwy serwera.
Nie jest znana dokładna data wysłania pierwszej wiadomości – źródła podają rok 1971 lub 1972, ale najbardziej prawdopodobny jest listopad lub grudzień 1971 roku. Wbrew legendzie nie ma też pewności, czy treścią pierwszej wiadomości były znaki QWERTY – sam Tomlinson utrzymywał, że było to „coś w rodzaju QWERTY”, co ma oznaczać przypadkowy charakter tej wiadomości.